# Tadeusz Andrzejewski
Tadeusz Andrzejewski (né en 1923 à Łódź et mort le 29 juin 1961) est un égyptologue polonais.

## Biographie
En 1951, il devient secrétaire de la mission archéologique polonaise au Caire ; en 1959 il est assistant de Kazimierz Michalowski sur les fouilles de Mirmeki en Crimée, puis passe quatre ans (1957 à 1961) à Tell Atrib, dans le delta du Nil.
Andrzejewski a également pris part à l'expédition polonaise en Nubie, en 1959.
Pendant le travail de reconstruction effectué par l'Institut archéologique polonais au temple d'Hatchepsout à Deir el-Bahari, il était responsable des travaux épigraphiques.
Il a publié deux livres en français, vingt-trois articles, une histoire de l'Égypte ancienne, un ouvrage sur la poésie égyptienne.

## Publications
- Opowiadania Egipskie : Z języka egipskiego prżełożył i opracował, Państwowe Wydawnictwo Naukowe, Warszawa, 1948.
- Z egipskich wyobrażeń o życiu pozagrobowym, Éditeur inconnu, Warszawa, 1950 - Muzeum Narodowe w Warszawie, 1959.
- Ägyptisches totenbuch : Księga umarłych piastunki Kai. Papirus ze zbiorów Muzeum Narodowego w Warszawie nr. 21884, Muzeum Narodowe, Warszawa, 1951.
- Avec J.Chudzicki, Ksiega Umarlych piastunki Kai : Papirus ze zbiorów muzeum Narodowego w Warszawie, Muzeum Narodowe, Warszawa, Janvier 1951.
- Starożytny Egipt, Czytelnik, Warszawa, 1952.
- Papirus Sekowskiego, Éditeur inconnu, Warszawa, 1954.
- Opowiadania Egipskie, Państwowe Wydawnictwo Naukowe, Warszawa, 1958.
- Avec Albertyna Dembska, Rudolf Ranoszek et Władysław Tubielewicz, Rylcem i trzciną : Myśli Starożytnego Wschodu, Wiedza Powszechna, Warszawa, 1959 et Collection : Myśli srebrne i złote 1, (posthume) 1967.
- Papirus mitologiczny Te-hem-en-Mut, Muzeum Narodowe Warszawa. nr 199628, Państwowe Wydawnictwo Naukowe, Warszawa, 1959 - En Français, Le Papyrus mythologique de Te-Hem-en-Mout, Mouton, Paris, 1959.
- Avec Stefan Jakobielski et Stefan Strelcyn, Katalog rekopisow egipskich, koptyjskich i etiopskich, Katalog rekopisow orientalnych ze zbiorow polskich 4, Panstw. Wydawn. Naukowe, Warszawa, 1960.
- Un nouveau prêtre de Wr., Éditeur inconnu, Warszawa, 1961.
- Note sur quelques sites archéologiques du Delta, Éditeur inconnu, Warszawa, 1962.
- Pieśni rozweselające serce. Z egipskiego przeł., Państwowe Wydawn. Naukowe, Warszawa, 1962 et 1963 - Wydawnictwa Artystyczne i Filmowe, Warszawa, (posthume), 1984.
- Le Livre des Morts du « Père de dieu P-sr-n-Mn », Państowowe Wydawn Naukowe, Warszawa, 1965.
- Dusze boga Re; wśród Egipskich świętych ksiąg, Państowowe Wydawn Naukowe, Warszawa, (posthume), 1967.